# Piratbyrån
Piratbyrån (hr: Piratski biro) je švedska anti-autorska organizacija koja se bori protiv današnjih ideja i zakona o autorskim pravima, a zalažu se za slobodni protok znanja, kulture i informacija. Piratbyrån nije uključen ni u kakve ilegalne aktivnosti, već im je cilj pokazati da postoje drukčija rješenja i pogledi na temu autorskih prava. Osnivači su vrlo popularnog BitTorrent trackera The Pirate Bay, a od listopada 2004. godine The Pirate Bay nastupali su kao samostalna organizacija.
Piratbyrån je ugašen u lipnju 2010. u svezi sa smrću jednog od članova, Ibi Botanija.

## Vanjske poveznice
- Piratbyrån  Arhivirana inačica izvorne stranice od 1. listopada 2004. (Wayback Machine) Službena stranica